# Jimmy Olsen
James Bartholomew Olsen, conocido como Jimmy Olsen, es un personaje ficticio del universo de DC Comics, creado por el escritor Jerry Siegel y el dibujante Joe Shuster. Apareció por primera vez en Action Comics #6 en 1938. Conocido como un fotógrafo y amigo cercano de Superman (Clark Kent) y Lois Lane, y se ha convertido en uno de los personajes secundarios más queridos del universo de Superman. A lo largo de las décadas, ha jugado un papel importante en las historias de Superman, tanto como un aliado de este como una figura cómica y, en ocasiones, un héroe en sus propias aventuras.
En los cómics, Jimmy es generalmente retratado como un joven periodista con gran entusiasmo y un enfoque a veces ingenuo de las situaciones. Como fotógrafo del Daily Planet, Jimmy se convierte en un personaje clave en las investigaciones y reportajes relacionados con Superman, muchas veces ayudando a su amigo Clark Kent en la lucha contra el crimen. Su relación con Superman se caracteriza por la confianza y la admiración mutua, y aunque a menudo es un personaje cómico o el objetivo de bromas, también ha demostrado ser valiente y capaz en momentos de crisis.
A lo largo de los años, ha sido retratado de diversas formas en los cómics, desde un joven tímido hasta un personaje que asume roles heroicos más activos. En algunas historias, ha sido transformado temporalmente en un superhéroe bajo diversos alias, como Elastic Lad o The Red-Headed League, a través de las habilidades que adquiere mediante el uso de la magia o la ciencia. En otras versiones, ha sido incluso el protagonista de sus propias aventuras.
Jimmy Olsen también ha sido una figura recurrente en diversas adaptaciones en cine, televisión y otras producciones, donde ha sido interpretado por diferentes actores, consolidándose como un elemento esencial de la mitología de Superman. A pesar de su naturaleza secundaria, la figura de Jimmy Olsen ha sido un personaje entrañable para los fanáticos de los cómics y la cultura popular, destacándose por su lealtad, valentía y su relación con los héroes más grandes del universo de DC. 
El personaje es interpretado por el actor Tommy Bond en las dos series de películas de Superman, Superman (1948) y Atom Man vs. Superman (1950). El actor Jack Larson interpretó al personaje del programa de televisión Aventuras de Superman. El actor Marc McClure en las películas de Superman de los años 70 y 80, así como en la película de 1984 Supergirl. El actor Michael Landes en la primera temporada de Lois y Clark: Las nuevas aventuras de Superman y Justin Whalin en las siguientes tres temporadas. El actor Sam Huntington en la película de 2006, Superman Returns y Aaron Ashmore en Smallville de The CW y Michael Cassidy en la película de 2016 Batman v Superman: Dawn of Justice. En la serie Supergirl, es interpretado por Mehcad Brooks. El actor Douglas Smith interpreta a Jimmy en la última temporada de Superman & Lois y por el actor Skyler Gisondo en Superman (2025),

## Historia
Jimmy nació en Metrópolis y fue criado por su madre, ya que su padre desapareció en una misión militar. Más tarde descubrió que su padre había estado envuelto en Cadmus. Es un viejo amigo de Lois Lane y Clark Kent, quienes lo animaron a tomar un empleo en el diario Daily Planet. Parece ser un reportero competente, aunque su ambición, orgullo y actitud temeraria frecuentemente frustran sus mejores intentos. Jimmy ha salido con varias mujeres: Cat Grant, Lucy Lane, Babe Tanaka, Misa y Chloe Silverston.
En un punto de su vida fue despedido del Planeta y tomó una serie de empleos temporales, incluyendo el "chico tortuga" y un puesto de free-lance en Newstime. Terminó en las calles, sin hogar, donde fue acogido por Bibbo. Su reputación como el amigo de Superman comenzó cuando llamó su atención con una señal hipersónica para que lo ayudara a salvar la vida de una amiga.
La relación ha tenido altibajos. Cuando Superman retornó de su exilio en el espacio, inadvertidamente infectó a Jimmy con un virus que hizo que su cuerpo adquiriera propiedades elásticas. Fue vuelto a contratar por el diario, pero al querer saber la identidad secreta de Superman. Tras el cierre trabajó con el nuevo servicio de noticias por Internet de Lex Luthor, Lexcom, junto a Simone D'Neige, Lois Lane y Dirk Armstrong.

## Poderes, habilidades y equipo
Jimmy posee un reloj que emite una señal aguda que solo Superman puede escuchar. En una historia de 2010, afirmó que dejó de funcionar en el pasado, nunca funcionó particularmente bien en primer lugar, y contactó a Superman a través del Código morse ahora, de todos modos, pero aún lo usó para mostrar.

## Otros medios

### Radio
En la serie de radio de Superman, Jack Kelk y Jack Grimes interpretaron a Jimmy Olsen.

### Televisión

#### Acción en vivo
- En la serie de televisión Aventuras de Superman (protagonizado por George Reeves), Jimmy Olsen fue interpretado por Jack Larson, quien apareció como reportero de cachorros de 1952 a 1958. En gran parte debido a la popularidad de Larson y su interpretación del personaje, National Comics Publications (DC Comics) decidió en 1954 crear Superman's Pal Jimmy Olsen, un título regular que presenta a Jimmy como el personaje principal.[2] Décadas más tarde, en 1996, Larson interpretó a un Jimmy Olsen de edad antinatural en un episodio de Lois & Clark: Las nuevas aventuras de Superman.[3]
- En la serie de televisión Lois & Clark: Las nuevas aventuras de Superman, Jimmy Olsen fue interpretado por Michael Landes en la primera temporada y Justin Whalin por el resto de la serie.[4] La razón citada detrás del cambio es que Landes se parecía demasiado a Dean Cain, así como a enfatizar la juventud de Jimmy. Landes jugó a Olsen como un cosquilleo, sarcástica a los personajes de Generación X, que a menudo parecía que estaba muy seguro de sí mismo, aunque por lo general, lo contrario era cierto. Whalin dio una representación más cercana a las encarnaciones anteriores del personaje, interpretando a Jimmy como un novato increíblemente ingenuo. Cuando Whalin asumió el cargo, se puso más énfasis en la vida amorosa de Jimmy y con frecuencia buscaba los consejos de Lois, Clark y Perry sobre estos asuntos. El Olsen de Whalin fue descrito como un genio de la computación y estos talentos a menudo fueron útiles para Lois y Clark / Superman, particularmente en el episodio 'Virtually Destroyed' donde las habilidades informáticas de Jimmy son útiles cuando Lois y Superman luchan contra un villano dentro de una realidad virtual simulador. La vida familiar y los antecedentes de Jimmy se describen en detalle durante el transcurso del espectáculo. Aunque nunca la veamos, se hacen algunas referencias a la madre de Jimmy, que se describe como sobrepeso y alergias. El padre de Jimmy, Jack Olsen, es un agente secreto al estilo de James Bond para la Agencia Nacional de Inteligencia (NIA) y el episodio "El papá que vino del frío" está completamente dedicado a este personaje.
- En Smallville, se da a conocer que el "Jimmy Olsen" que mostraba la serie desde la temporada 6 no era "James Bartholomew Olsen", sino el hermano mayor llamado "Henry James Olsen" interpretado por Aaron Ashmore. Su primera aparición fue en el último capítulo de la octava temporada "Doomsday", Y luego aparece en el último capítulo de la serie "Final, parte 2". En su primera aparición se hace referencia a que podría seguir los pasos como fotógrafo de su hermano mayor Henry James Olsen.
- Jimmy Olsen aparece en la serie de televisión ambientada en el Arrowverso interpretada por Mehcad Brooks.[5]
  - Olsen aparece en la serie Supergirl. Aparece como un exfotógrafo de Daily Planet que se convierte en el nuevo director de arte en CatCo en el primer episodio.[6] Esta representación del personaje es afroamericano y se llama a sí mismo "James" en lugar de "Jimmy". Además, a diferencia de la mayoría de las versiones de él, se muestra que es más seguro, independiente y que se hace cargo. En el piloto, Olsen revela que él conoce el secreto de Kara, y sabe que ella es la prima de Superman. Superman en realidad sugirió que Olsen se mudara a National City para vigilarla. A diferencia de su contraparte de cómics durante la mayor parte de su historia, Olsen también conoce el secreto de Clark. Olsen también reveló tener un pasado trágico; perdió a su padre por los criminales cuando era un niño. Al final de la primera temporada, decide convertirse en pareja con Kara. En el estreno de la segunda temporada, Kara decide que ella y Olsen solo serán amigos debido a sus necesidades de autoexploración. Debido a la ira reprimida de Olsen hacia los crímenes debido a la muerte de su padre y porque su padre era un héroe de guerra, se convierte en el vigilante llamado Guardián.[7] James es nombrado jefe de CatCo en National City cuando Cat Grant se muda a Metropolis. En la temporada 4, Eve Teschmacher le disparó con una sustancia extraña, lo que obligó a su expareja romántica, Lena Luthor, a curarlo con Harun-El, que también le otorga poderes metahumanos al estilo kryptoniano.
  - Jimmy Olsen aparece en el crossover Arrowverso Elseworlds. Cuando John Deegan reescribe la realidad con el Libro del Destino, Jimmy Olsen aparece como el guardaespaldas del mafioso Cisco Ramon.
- Jimmy Olsen aparece en el episodio de Superman & Lois, "A Regular Guy", interpretado por Douglas Smith.[8]Esta versión es el hermano de Janet Olsen.

#### Animación
- Jack Grimes repitió su papel de Jimmy Olsen en The New Adventures of Superman.
- En la serie animada de Súper amigos, aparece en el segundo episodio de la temporada de "The Greatest Super Friends", 'Lex Luthor Strikes Back', con Lois Lane. No era Jimmy en absoluto, sino el secuaz de Lex Luthor, Orville Gump, disfrazado.
- Mark L. Taylor interpretó a Jimmy Olsen en la adaptación animada de 1988 de Superman.
- En Superman: la serie animada, parte de la UADC, Jimmy fue interpretado por el actor de voz David Kaufman. Un episodio se llamó "Superman's Pal" como un homenaje a la clásica serie de cómics, y Superman le dio a Jimmy la señal de alerta al final del episodio. Otra alusión a los cómics realizados en el programa se vio en el episodio de la segunda temporada "Mxyzpixilated", donde el Sr. Mxyzptlk convierte a todos los empleados del Daily Planet en animales. Jimmy se convierte en una tortuga, posiblemente como un homenaje.
- Jimmy regresa en la serie animada de la Liga de la Justicia. Hace una breve aparición en la pesadilla de Superman, en la que Superman (incontrolablemente fuerte) lo abraza tan fuerte, matando a su amigo en "Only a Dream", con David Kaufman retomando el papel. Hace un cameo en el funeral de Superman en "En lo sucesivo". Un fotógrafo con pelo naranja aparece al lado de Clark al comienzo de "Starcrossed". Aunque su rostro no se muestra, es probable que sea Jimmy.
- Jimmy apareció de nuevo en varias apariciones en Liga de la Justicia Ilimitada. En el episodio "Question Authority", Huntress usó gas para dormir sobre él, lo ató, cerró la boca con cinta adhesiva y usó el reloj de señales para atraer a Superman. En el episodio "Caos en el núcleo de la Tierra", varios héroes luchan contra una tortuga gigante que tiene una mata de pelo rojo; Bruce Timm ha confirmado que esta es una referencia a la personalidad de Jimmy, Giant Turtle Boy, pero fue más económico en términos de tiempo hacer que volviera a una pequeña tortuga linda que a un fotógrafo desnudo y confundido".[9]
- Jimmy aparece en la serie animada The Batman, interpretado por el actor de voz Jack DeSena. En el estreno de la quinta temporada, él y Dick Grayson tienen una discusión de ida y vuelta sobre Batman y Superman desde su perspectiva. Mientras Jimmy favorece a Superman a Batman, todavía está impresionado por Batman.
- Jimmy Olsen aparece en Batman: The Brave and the Bold, con la voz de Alexander Polinsky. El episodio "La batalla de los súper héroes" lo refiere con sus desventuras de que se haya transformado en una tortuga gigante, y que tenga plumas gracias a Mxyzptlk. Al comienzo del episodio, Jimmy recibe una nueva señal de vigilancia, supuestamente de Superman. Cuando un Superman rojo infectado con kryptonita comienza a causar terror, Jimmy se enoja y casi rompe su reloj de señales, hasta que Batman lo detiene y revela que el reloj de señales tiene kryptonita roja y fue enviado por Lex Luthor. Jimmy aparece a continuación en el teaser del episodio "Triumvirate of Terror", donde actúa como comentarista deportivo en el partido de béisbol entre la Liga de la Justicia Internacional y la Legión del Mal.
- Jimmy aparece en la serie animada Justicia Joven. Aparece en el episodio "Profundidades".
- Jimmy aparece en el segmento "Tales of Metropolis" de DC Nation Shorts, con la voz de Elisha Yaffe.
- Jimmy aparece en Justice League Action, con la voz de Max Mittelman.
- Jimmy aparece en la serie de televisión DC Super Hero Girls, con la voz de Ben Giroux.
- Jimmy Olsen aparece en My Adventures with Superman, con la voz de Ishmael Sahid.[10]Esta versión es un pasante afroamericano del Daily Planet y compañero de cuarto de Clark Kent que conoce su identidad secreta como Superman. Además, él tiene una página en redes sociales llamada "Flamebird" que luego vende al Daily Planet.
  - Además, un universo alternativo con cambio de género del personaje llamado Jalana Olsen aparece en el episodio de la temporada 1 "Kiss Kiss Fall In Portal", con la voz de Kimberly Brooks.
- Jimmy Olsen aparece en Harley Quinn, con la voz de Drew Massey.[11]

### Cine

#### Acción en vivo

##### Serie de Christopher Reeve / Brandon Routh
- En las cuatro películas protagonizadas por Christopher Reeve, comenzando con Superman: The Movie, Jimmy Olsen fue interpretado por Marc McClure. McClure repitió su papel como Jimmy Olsen en el 1984 spin-off de la película de Supergirl, por lo que el único actor McClure y Olsen, el único personaje en aparecer en las cinco películas de Superman de la época 1978-1987. McClure también aparece como su personaje en el comercial de juguetes de la colección Super Powers.[12] Originalmente lo interpretaría Jeff East, pero este terminó interpretando a Clark Kent en su adolescencia.
- En la película de 2006 Superman Returns de Bryan Singer, un espiritual-secuela de la original de las películas de Superman, Jimmy Olsen es interpretado por Sam Huntington, un retrato más antiguo y con más confianza, sin embargo goofier del personaje que le resulta difícil conseguir un buen tiro o consigue cualquier foto publicada. En una escena eliminada incluida en el lanzamiento del DVD, se ve a un Olsen ligeramente ebrio que se queja a Clark por el hecho de que no se ha impreso una foto en varios meses. En la película, Jack Larson, quien interpretó a Jimmy en la serie de televisión Aventuras de Superman, interpreta a Bo, un cantinero que habla con Clark y Jimmy. Singer originalmente ofreció a Shawn Ashmore, el papel, pero el actor se negó debido a sus compromisos con X-Men: The Last Stand.[13] El hermano gemelo de Ashmore, Aaron Ashmore, interpretó a Jimmy en Smallville.

##### Universo extendido de DC (DCEU)
Jimmy Olsen es interpretado por Michael Cassidy en Batman v Superman: Dawn of Justice. Similar a la versión de Superman: Red Son, aparece como agente de la CIA, pero posa como fotógrafo durante el viaje de Lois Lane a África. Durante una entrevista, es expuesto como agente y asesinado después de que los terroristas encuentran un dispositivo de rastreo oculto dentro de su cámara. Si bien el nombre del personaje no se menciona en la versión teatral de la película, se encuentra en el video exclusivo "Ultimate Edition".

##### Universo DC (DCU)
Jimmy Olsen es interpretado por el actor Skyler Gisondo en la película Superman (2025), como un joven fotógrafo Daily Planet.

#### Animación
- Jimmy Olsen, como un chico de oficina anónimo y de aspecto neumanesco, apareció en el cortometraje animado de Superman "Showdown", donde el actor Jack Mercer le expresa.
- El primer actor que interpretó a Jimmy Olsen en un formato de acción en vivo fue Tommy Bond, quien coprotagonizó junto a Kirk Alyn (Superman / Clark Kent) y Noel Neill (Lois Lane) en la película Superman (1948) y Atom Man vs. Superman (1950).
- Jimmy apareció en Superman: Doomsday, interpretado por el actor de voz Adam Wylie. Está con Lois informando sobre la batalla entre Superman y Doomsday y es uno de los personajes que siguieron a través de su proceso de duelo. su abandono del Daily Planet y convertirse en fotógrafo paparazzi. Lois intenta que regrese y ayudarla a investigar el supuesto regreso de Superman, que se niega debido a que le gusta tontamente su nueva vida. Él finalmente ayuda a Lois después de ver a Toyman muerto por la mano de "Superman" y descubren que este Superman es un clon creado por Lex Luthor y luego corre junto a Lois durante la pelea con "Superman", a quien Jimmy llama, Rocker Superman, el verdadero Superman. Después de su pelea, Jimmy está feliz de ver al verdadero Superman vivo cuando Superman confirma que es él a través de un beso con Lois.
- Apareció en Justice League: The New Frontier. No tiene diálogo, por lo tanto, no tiene voz. Siempre se muestra con Lois, y casi se mata durante la batalla final. Intenta sacar fotos peligrosas durante la batalla.
- Jimmy es interpretado nuevamente por David Kaufman en la película Superman: Brainiac Attacks.
- Jimmy apareció en Justice League: Crisis on Two Earths. Él está en la antimateria de la Tierra como el "amigo" de Ultraman y fue usado para persuadirlo. Intenta enfrentarse a Luthor y Superman con superpoderes en la batalla. Este Jimmy Olsen tiene los poderes de vuelo, la fuerza sobrehumana y la durabilidad, pero a pesar de ellos, fue superado fácilmente por Superman. Fue arrestado y llevado a la cárcel junto con Ultraman. En los materiales promocionales de la película, esta versión de Jimmy se conoce como el Sr. Acción. Fue expresado por Richard Green.
- Jimmy aparece en la película All-Star Superman con la voz de Matthew Gray Gubler.
- Jimmy aparece en Justice League: Doom, con David Kaufman retomando su papel de la serie animada de Superman.[16] Tiene un breve papel como orador, ya que él y Lois Lane están fuera del Daily Planet informando un posible salto suicida. Jimmy es el que identifica al saltador como un exreportero del Daily Planet. Es realmente Metallo disfrazado, quien procede a disparar a Superman con una bala de kryptonita.
- Aparece en Superman vs. The Elite expresado de nuevo por David Kaufman.
- En Batman: The Dark Knight Returns, Jimmy es mencionado en un segmento de noticias donde anuncia que el cuarto año de la huelga de escritores de televisión no interferirá con la temporada televisiva de este año.
- Jimmy aparece en Superman: Unbound con la voz de Alexander Gould. Él no tiene un papel importante en la película y está presente principalmente como uno de los personajes de la película. Tiene un breve propósito, ya que Lois le pide que use su reloj de señal para llamar a Supergirl, a quien le atrae de inmediato.
- Aparece en Justice League: Throne of Atlantis, aunque fue un papel no hablado, su voz fue acreditada por Patrick Cavanaugh.
- Una versión alternativa del universo de Jimmy Olsen apareció en Liga de la Justicia: Dioses y monstruos, con la voz de Yuri Lowenthal. Formó parte del equipo de reporteros de Lois Lane y se coló en la morgue de los científicos fallecidos para obtener algunas fotos antes de ser arrestado.
- Jimmy Olsen aparece en la película Lego DC Comics Super Heroes: The Flash, con la voz de Eric Bauza.
- Jimmy Olsen aparece en la película de 2018 The Death of Superman, con Max Mittelman retomando su papel.
- Jimmy Olsen aparece en la película de 2021 Injustice, con la voz de Zach Callison.[17]
- Jimmy Olsen aparece en la película de 2021 Space Jam: A New Legacy. Fue visto en la estación de tren en la parte de DC del "servi-verso" de Warner Bros. 3000 cuando un tren fuera de control que provocó el Pato Lucas, aceleró junto a él y Clark Kent.

### Videojuegos
- En Superman 64, está atrapado, junto con Lois Lane y el profesor Emil Hamilton, por Lex Luthor. Superman tiene que salvarlo a él y a sus amigos en este juego.
- En Superman: Shadow of Apokolips para Nintendo Gamecube y PlayStation 2, Jimmy (otra vez expresado por David Kaufman) hace algunas apariciones menores y solo se ve en la historia entre partidas de juego. Se le ve en la sección de bibliografía del juego.
- En DC Universe Online, Jimmy aparece como un personaje secundario para los héroes, con la voz de Brandon Young.
- Jimmy Olsen aparecerá en Lego DC Super-Villains con Max Mittelman retomando su papel.